# Austrothemis nigrescens
Austrothemis nigrescens là loài chuồn chuồn trong họ Libellulidae. Loài này được Martin mô tả khoa học đầu tiên năm 1901.